# Hustlenomics
Hustlenomics (stilizzato come HUSTLENOMIC$) è il secondo album del rapper statunitense Yung Joc, pubblicato dalla Bad Boy nel 2007.
Il disco ottiene recensioni miste: se per alcuni critici l'album è un miglioramento rispetto all'esordio, per altri l'album resta di livello mediocre. Vende 70 000 copie fisiche nella sua prima settimana, esordendo al terzo posto nella Billboard 200. All'aprile del 2009, ha venduto circa 200 000 copie secondo Nielsen Soundscan.
| Recensione           | Giudizio |
| -------------------- | -------- |
| AllMusic             | [ 1 ]    |
| RapReviews           | [ 6 ]    |
| Rolling Stone        | [ 3 ]    |
| Entertainment Weekly | A−       |
| HipHopDX             | [ 7 ]    |
| PopMatters           | [ 8 ]    |

## Tracce
1. Hustlenomics (Intro) – 2:46 (musica: Dee Jay Dana)
2. Play Your Cards – 3:55 (musica: Cool & Dre)
3. Coffee Shop (featuring Gorilla Zoe) – 4:08 (musica: Don Vito)
4. Bottle Poppin' (featuring Gorilla Zoe) – 5:00 (musica: Don P)
5. Hell Yeah (featuring Diddy) – 4:30 (musica: The Neptunes)
6. Cut Throat (featuring The Game, Jim Jones & Block) – 5:25
7. Hustlemania (Skit) – 2:45 (musica: Dee Jay Dana)
8. I'm a G (featuring Young Dro & Bun B) – 4:32 (musica: Chris Flames)
9. BYOB – 3:14 (musica: The Neptunes)
10. Pak Man – 4:16 (musica: Chase N. Cashe)
11. Gettin' to da Money (featuring Mike Carlito & Gorilla Zoe) – 3:14 (musica: Jon Josef)
12. Brand New (featuring Snoop Dogg & Rick Ross) – 5:45 (musica: Dee Jay Dana)
13. Livin' the Life (featuring Southern Girl) – 4:20 (musica: Drumma Boy)
14. Momma (featuring Jazze Pha) – 3:53 (musica: Jazze Pha)
15. Chevy Smile (Trick Daddy, Block & Jazze Pha) – 4:28 (musica: Jazze Pha)
16. Hustlenomics – 3:06 (musica: Strong Hill)

Tracce bonus nell'edizione di Best Buy
1. Hold Up (featuring Durt Boy) – 3:33 (musica: Dee Jay Dana)
2. Do It (featuring Durt Boy) – 2:54 (musica: Dee Jay Dana)

## Classifiche

### Classifiche settimanali
| Classifica (2007)         | Posizione massima |
| ------------------------- | ----------------- |
| Stati Uniti               | 3                 |
| US Digital Albums         | 14                |
| US Tastemaker Albums      | 7                 |
| US Top Rap Albums         | 1                 |
| US Top R&B/Hip-Hop Albums | 1                 |

### Classifiche di fine anno
| Classifica (2007)         | Posizione massima |
| ------------------------- | ----------------- |
| US Top R&B/Hip-Hop Albums | 86                |